# Église Saint-Dimitri de Ljuba
Pour les articles homonymes, voir Église Saint-Dimitri.
L'église Saint-Dimitri de Ljuba (en serbe cyrillique : Српска православна црква Светог Димитрија у Љуби ; en serbe latin : Srpska pravoslavna crkva Svetog Dimitrija u Ljubi) est une église orthodoxe serbe située à Ljuba en Serbie, dans la municipalité de Šid et dans la province de Voïvodine. Construite en 1910, elle est inscrite sur la liste des monuments culturels de grande importance de la république de Serbie (identifiant no SK 1363).

## Présentation
Le village de Ljuba est situé sur les pentes occidentales du massif de la Fruška gora, à quelques kilomètres d'Erdevik. L'église a été construite en 1910, à l'emplacement d'une église en bois remontant au début du XIXe siècle. De taille modeste, elle est constituée d'une nef unique prolongée par une abside ; à l'ouest se trouve un toit à pignons et une tour en bois servant de clocher. Les façades, dotées de fenêtres en plein cintre, ne possèdent aucune décoration.

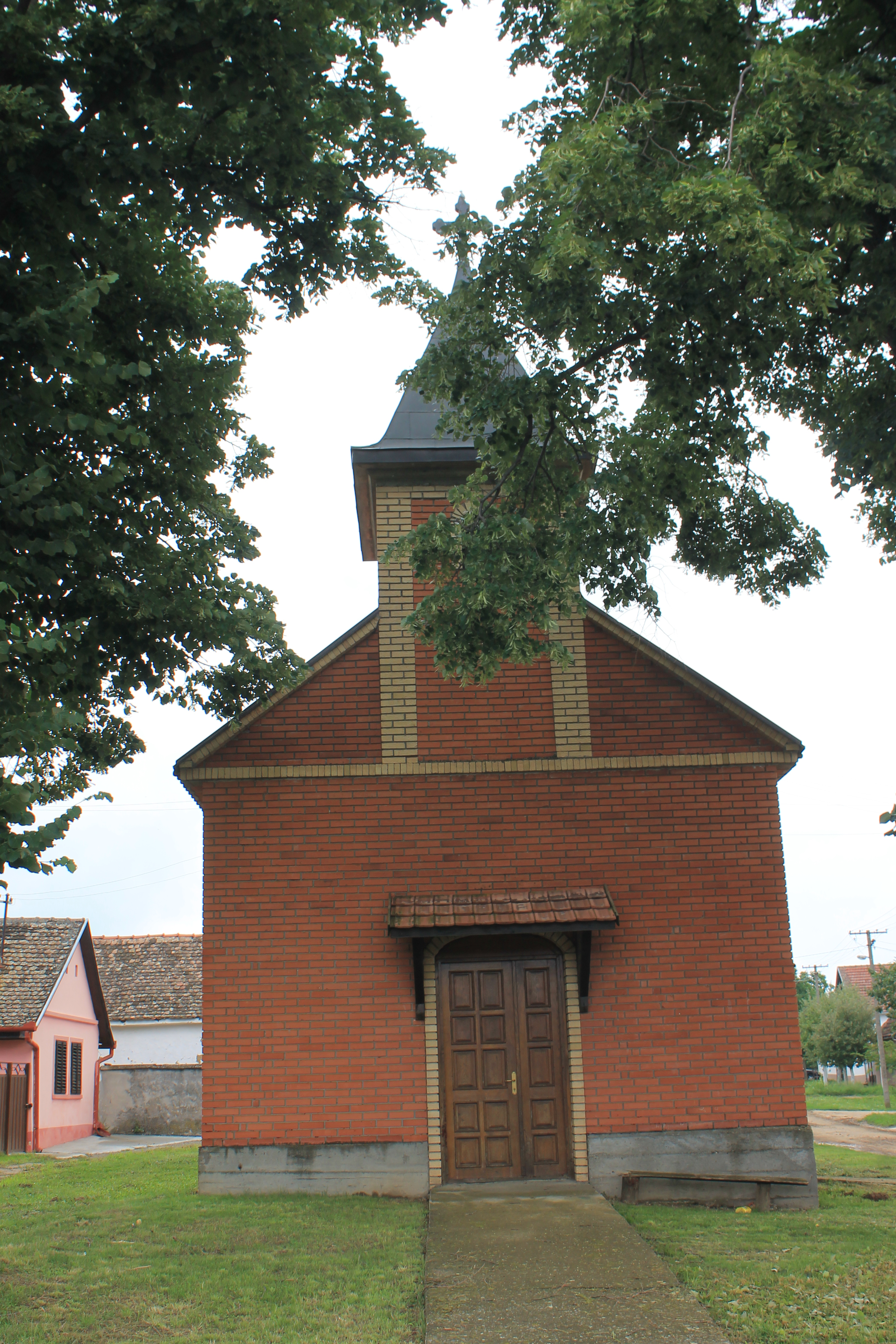
Autre vue de l'église.